# Aeropuerto Internacional Viru Viru
El Aeropuerto Internacional Viru Viru (IATA: VVI, OACI: SLVR) es el aeropuerto más grande y más transitado de Bolivia. Se ubica al norte de la ciudad de Santa Cruz de la Sierra, en el municipio de Warnes. Fue inaugurado oficialmente en 1983 y sirve como conexión de varios vuelos hacia y desde Bolivia. Es un aeropuerto de categoría 4E, según la OACI.

## Historia
El aeropuerto se llama incorrectamente Viru Viru, cuyo nombre se cree que proviene del vocablo guaraní que significa pampa o llanura, la cual se había establecido en toda la zona geográfica del lugar donde fue construido el aeropuerto.
El correcto nombre deriva de la palabra Birubiru, que se refiere a un río arcaico, ahora seco, que corta la pampa a 13 kilómetros al norte de la ciudad capital. En la parte central de la pampa se halla el aeropuerto con la grafía Viru Viru formada por dos palabras. La uve (v) no es pronunciada tanto en los idiomas nativos regionales como en el habla popular de los cruceños.
La idea de tener un aeropuerto en la ciudad de Santa Cruz de la Sierra fue concebida en 1965 por el general de las Fuerzas armadas René Barrientos, expresidente de Bolivia con la intención de crear un aeropuerto intercontinental. Poco después, la construcción del aeropuerto comenzó hasta concluirse e inaugurarse en 1983. Viru Viru llenó un vacío en la industria boliviana de la aviación. El aeropuerto Viru Viru se convirtió en un eslabón importante entre la ciudad de La Paz y el resto del país. Debido a que El Alto, ciudad donde esta el aeropuerto, es una ciudad de gran altitud y es difícil para aeronaves de gran capacidad el poder operar eficientemente, razón por la cual las aerolíneas extranjeras eligen operar desde Viru Viru.[cita requerida] El aeropuerto puede operar aviones de gran capacidad y envergadura como Boeing 747-400, Airbus A340-600 y Boeing 777-300ER.

### Proyecto de ampliación
Durante el gobierno del expresidente Evo Morales se anunció el plan de convertir el aeropuerto de Viru Viru en un hub (centro de conexión) regional. En 2016 se contrató a la empresa china Beijing Urban para el desarrollo de Viru Viru, pero luego las autoridades bolivianas rescindieron el documento seis meses después debido a que la empresa incurrió en varios incumplimientos.
En 2020, en el gobierno de Jeanine Áñez se siguió analizando propuestas para avanzar en este proyecto que aún no ha comenzando obras.  El gobierno actual de Luis Arce Catacora no ha planeado ninguna acción en relación con el proyecto.

## Accesos
Desde Santa Cruz de la Sierra:
- Carretera al Norte: Ingresando por Avenida Cristo Redentor desde el 4.º a 8.º Anillo, cabe aclarar que esta avenida tiene demasiado tráfico vehicular en horas pico.
- Avenida G-77: Ingresando por Avenida Mutualista, Avenida Internacional y desde el 4.º a 8.º anillo.

Desde Satélite Norte, Warnes y Montero:
- Carretera al Norte: Ingresando por el distribuidor de Viru Viru y Valle Sánchez.

Autobús
Existen líneas de autobús que comunican al aeropuerto con la ciudad y realizan conexiones con el Aeropuerto El Trompillo, estas son identificadas por ser de color verde con blanco. 
Taxi
Hay una empresa de Taxi que se encarga del transporte de pasajeros a la ciudad de Santa Cruz de la Sierra, esta es: Radio Móvil Viru Viru (Identificado por su pintura azul y blanca), asimismo diversas empresas de Radiotaxi locales trasladan a los pasajeros desde Santa Cruz al aeropuerto.

## Información
El Aeropuerto internacional Viru Viru se encuentra en las siguientes coordenadas:
- 17° 38′ 41″ Latitud Sur
- 63° 8′ 07″ Longitud Oeste

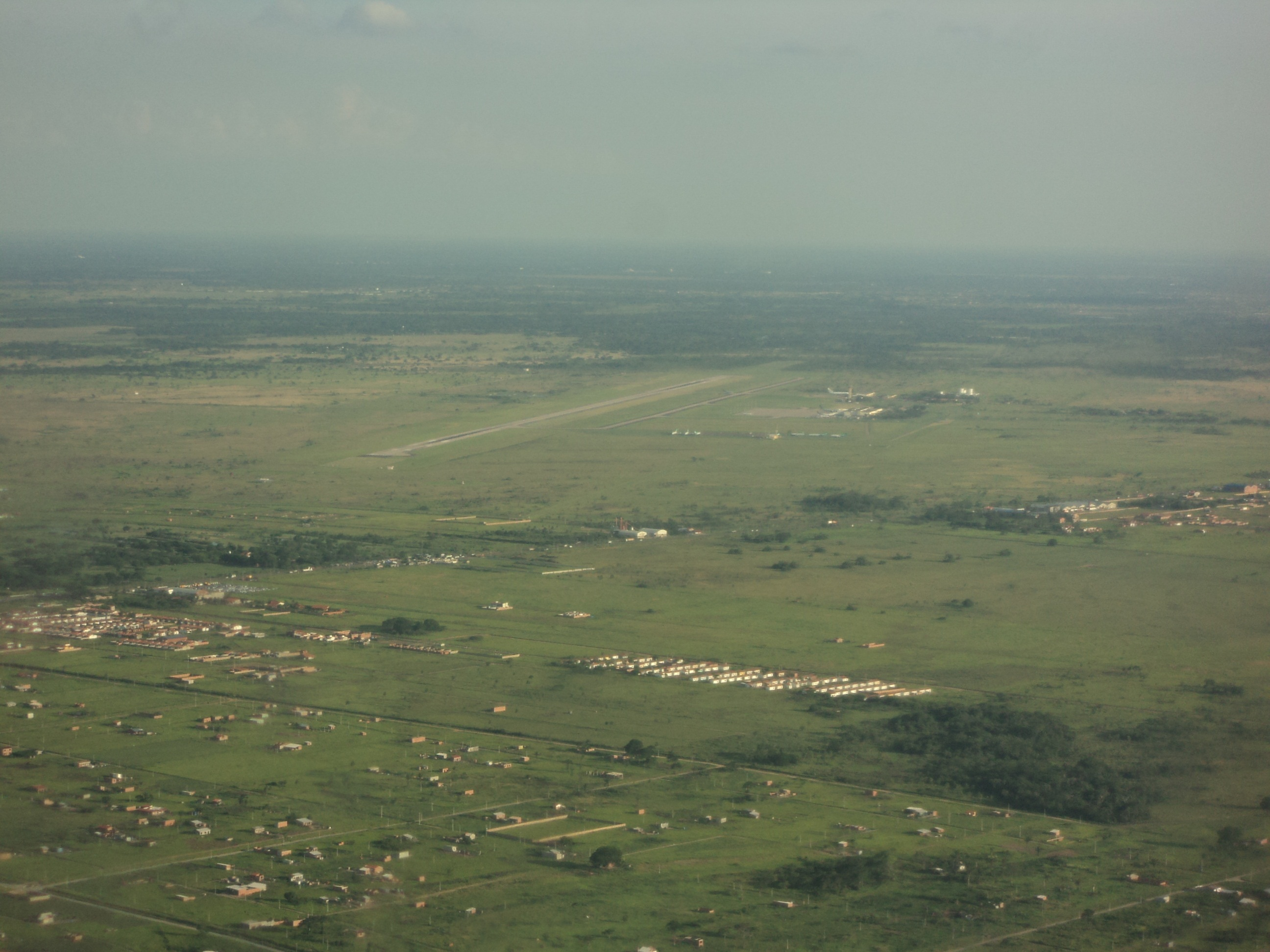
Fotografía aérea del Aeropuerto Internacional Viru Viru, Santa Cruz de la Sierra, Bolivia

El aeropuerto Viru Viru y otros aeropuertos de Bolivia son operados por Navegación Aérea y Aeropuertos Bolivianos (NAABOL). En este aeropuerto existen Restaurantes y cafeterías como: Juan Valdez Cafe, Mr. Café,Brasilia, Subway y Cinnabon.

### Hoteles
Dos hoteles ofrecen hospedaje a los pasajeros:
EN-KAMA ofrece los servicios de hospedaje por horas con servicios de televisión por cable, internet Wi-Fi y sala de masajes.
Sun Hotel es un hotel de 5 estrellas ubicado a 5 minutos del aeropuerto, en las afueras de los predios sobre la Ruta 4. Ofrece los servicios de Rental Car, con Hertz, y tiene piscinas, gimnasio, restaurantes, saunas, entre otras comodidades.

### Alquiler de autos
Empresas Internacionales como: AVIS, Europcar , Hertz y Budget ofrecen los servicios de alquiler de diversos vehículos.

### Estacionamiento
NAABOL ofrece estacionamientos abiertos y cerrados dependiendo la necesidad de los usuarios, los estacionamientos cerrados son pagos y se puede dejar el vehículo por tiempos prolongados. Atención 24 horas.

## Eventos Importantes
En 2014 el aeropuerto recibió delegaciones y mandatarios de todo el mundo debido a la cumbre extraordinaria del G-77 + China que se realizó en la ciudad de Santa Cruz de la Sierra el 14 y 15 de junio de 2014, para la cumbre se construyó una terminal presidencial y se ampliaron las plataformas, aparte de que ya se estaba realizando la ampliación de la terminal internacional, lo cual seguirá manteniendo al aeropuerto como el más grande e importante del país, gracias a su ampliación que permitirá más vuelos.

## Accidentes e incidentes
Desde este aeropuerto, despegó el vuelo chárter de LaMia (LMI2933) operado por un RJ85. Partió hacia el Aeropuerto Internacional José María Córdova ubicado en Rionegro (Colombia) con 68 pasajeros y 9 miembros de la tripulación. Se estrelló el 28 de noviembre de 2016 a las 10:15 p. m. hora local (UTC-5:00). Entre los pasajeros, se encontraba el equipo de fútbol brasileño Chapecoense, que estaba en camino para jugar la final de la Copa Sudamericana 2016 frente al equipo colombiano Atlético Nacional. Seis personas sobrevivieron al accidente. Pero 71 fallecieron entre tripulación, jugadores y periodistas. La Unidad Administrativa Especial de Aeronáutica Civil colombiana está investigando el incidente con el apoyo de la Air Accidents Investigation Branch británica.

## Aerolíneas y destinos
| Boliviana de Aviación                        | Nacionales: Cobija, Cochabamba, La Paz, Sucre, Tarija Internacionales: Asunción, Barcelona (Inicia 16 de agosto del 2025), Buenos Aires, Caracas, La Habana, Madrid, Miami, Santiago de Chile, São Paulo, Washington D. C. (inicia el 7 de agosto de 2025) | N/A           |
| Ecojet                                       | Nacionales: Cochabamba, Guayaramerín, La Paz, Riberalta, Trinidad | N/A           |
| TAMep                                        | Nacionales: Cobija, Cochabamba, La Paz | N/A           |
| Aerolíneas Argentinas                        | Buenos Aires-Aeroparque | SkyTeam       |
| Air Europa                                   | Madrid | SkyTeam       |
| Avianca                                      | Bogotá | Star Alliance |
| Conviasa                                     | Caracas | N/A           |
| Copa Airlines                                | Ciudad de Panamá | Star Alliance |
| Gol Linhas Aéreas                            | São Paulo | N/A           |
| LATAM Chile                                  | Santiago de Chile | N/A           |
| LATAM Perú                                   | Lima | N/A           |
| Paranair                                     | Asunción | N/A           |
| Total: 21 destinos, 12 países, 12 aerolíneas | |               |

### Destinos nacionales
| Ciudades por países | Nombre del aeropuerto                      | Aerolíneas                                                          |
| ------------------- | ------------------------------------------ | ------------------------------------------------------------------- |
| Bolivia             |                                            |                                                                     |
| Cobija              | Aeropuerto Capitán Aníbal Arab             | Boliviana de Aviación / Tam EP Bolivia (Vía LPB o CBB)              |
| Cochabamba          | Aeropuerto Internacional Jorge Wilstermann | Boliviana de Aviación / Ecojet / Tam EP Bolivia                     |
| Guayaramerín        | Aeropuerto Capitán de Av. Emilio Beltrán   | Ecojet (Vía TDD)                                                    |
| La Paz              | Aeropuerto Internacional El Alto           | Boliviana de Aviación / Ecojet / Tam EP Bolivia (directo o vía CBB) |
| Riberalta           | Aeropuerto Capitán Av. Selin Zeitun López  | Ecojet (Vía TDD)                                                    |
| Sucre               | Aeropuerto Internacional de Alcantarí      | Boliviana de Aviación                                               |
| Tarija              | Aeropuerto Capitán Oriel Lea Plaza         | Boliviana de Aviación                                               |
| Trinidad            | Aeropuerto Teniente Jorge Henrich Arauz    | Ecojet                                                              |

### Terminal internacional

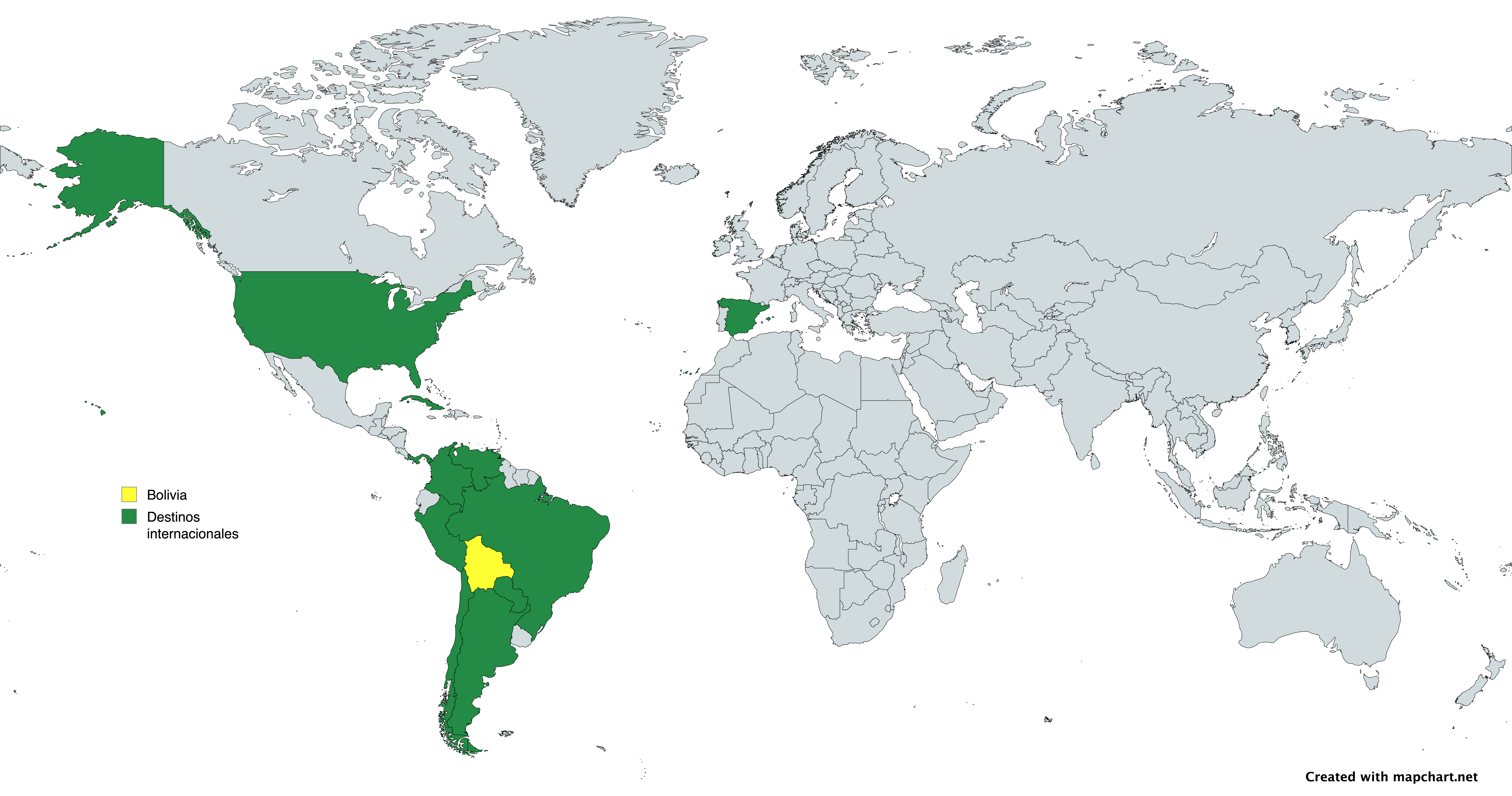
Destinos internacionales que opera el Aeropuerto Internacional Viru Viru

| Ciudades por países                          | Nombre del aeropuerto                               | Aerolíneas                                                                    | Aeronaves             |
| Norteamérica                                 | Norteamérica                                        | Norteamérica                                                                  | Norteamérica          |
| -------------------------------------------- | --------------------------------------------------- | ----------------------------------------------------------------------------- | --------------------- |
| Estados Unidos (2 destinos, 1 aerolínea)     |                                                     |                                                                               |                       |
| Miami                                        | Aeropuerto Internacional de Miami                   | Boliviana de Aviación                                                         | A332                  |
| Washington D. C.                             | Aeropuerto Internacional Washington Dulles          | Boliviana de Aviación (con parada en PTY) (Inicia el 8 de noviembre del 2025) | B738                  |
| Centroamérica y el Caribe                    |                                                     |                                                                               |                       |
| Cuba (1 destino, 1 aerolínea)                |                                                     |                                                                               |                       |
| La Habana                                    | Aeropuerto Internacional José Martí                 | Boliviana de Aviación (Vía CCS)                                               | B738                  |
| Panamá (1 destino, 1 aerolínea)              |                                                     |                                                                               |                       |
| Ciudad de Panamá                             | Aeropuerto Internacional de Tocumen                 | Copa Airlines                                                                 | B738                  |
| Sudamérica                                   |                                                     |                                                                               |                       |
| Argentina (1 destino, 2 aerolíneas)          |                                                     |                                                                               |                       |
| Buenos Aires                                 | Aeroparque Jorge Newbery                            | Aerolíneas Argentinas                                                         | E190                  |
| Buenos Aires                                 | Aeropuerto Internacional Ministro Pistarini         | Boliviana de Aviación                                                         | B738, A332            |
| Brasil (1 destino, 2 aerolíneas)             |                                                     |                                                                               |                       |
| São Paulo                                    | Aeropuerto Internacional de São Paulo-Guarulhos     | Boliviana de Aviación / Gol Linhas Aéreas                                     | B738 / B738           |
| Chile (1 destinos, 2 aerolíneas)             |                                                     |                                                                               |                       |
| Santiago de Chile                            | Aeropuerto Internacional Arturo Merino Benítez      | Boliviana de Aviación (directo o vía LPB) / LATAM Chile                       | B737 / A320           |
| Colombia (1 destino, 1 aerolínea)            |                                                     |                                                                               |                       |
| Bogotá                                       | Aeropuerto Internacional El Dorado                  | Avianca                                                                       | A320                  |
| Paraguay (1 destino, 2 aerolíneas)           |                                                     |                                                                               |                       |
| Asunción                                     | Aeropuerto Internacional Silvio Pettirossi          | Boliviana de Aviación / Paranair                                              | B738, CRJ200 / CRJ200 |
| Perú (1 destino, 1 aerolínea)                |                                                     |                                                                               |                       |
| Lima                                         | Aeropuerto Internacional Jorge Chávez               | LATAM Perú                                                                    | A320                  |
| Venezuela (1 destino, 2 aerolíneas)          |                                                     |                                                                               |                       |
| Caracas                                      | Aeropuerto Internacional de Maiquetía Simón Bolívar | Boliviana de Aviación / Conviasa                                              | B738 / E190           |
| Europa                                       |                                                     |                                                                               |                       |
| España (2 destino, 2 aerolíneas)             |                                                     |                                                                               |                       |
| Barcelona                                    | Aeropuerto Josep Tarradellas Barcelona-El Prat      | Boliviana de Aviación (Inicia el 16 de agosto de 2025)                        | A332                  |
| Madrid                                       | Aeropuerto Adolfo Suárez Madrid-Barajas             | Air Europa / Boliviana de Aviación                                            | B788, B789 / A332     |
| Total: 13 destinos, 11 países, 10 aerolíneas |                                                     |                                                                               |                       |

### Terminal de carga
| Aerolíneas                    | Destinos                                         |
| ----------------------------- | ------------------------------------------------ |
| Transportes Aéreos Bolivianos | La Paz, Cochabamba, Lima, Miami, Caracas         |
| LATAM Cargo                   | Lima, Santiago de Chile                          |
| AerCaribe                     | Lima, Bogotá                                     |
| UPS                           | Miami                                            |
| Sky Lease Cargo               | Miami                                            |
| Atlas Air                     | Miami, Lima, Campinas, Santiago de Chile, Bogotá |
| Líneas Aéreas Suramericanas   | Bogotá                                           |

## Aerolíneas que cesaron operación

#### Aerolíneas extintas
| Aerolíneas                                               | Nombre del aeropuerto                                     |
| -------------------------------------------------------- | --------------------------------------------------------- |
| Aerocón (2 destinos)                                     |                                                           |
| La Paz                                                   | Aeropuerto Internacional El Alto                          |
| Trinidad                                                 | Aeropuerto Teniente Jorge Henrich Arauz                   |
| Aero Continente (1 destino)                              |                                                           |
| Lima                                                     | Aeropuerto Internacional Jorge Chávez                     |
| AeroPerú (1 destino)                                     |                                                           |
| Lima                                                     | Aeropuerto Internacional Jorge Chávez                     |
| Aerosur (14 destinos)                                    |                                                           |
| Asunción                                                 | Aeropuerto Internacional Silvio Pettirossi                |
| Buenos Aires                                             | Aeropuerto Internacional Ministro Pistarini               |
| Cobija                                                   | Aeropuerto Capitán Aníbal Arab                            |
| Cochabamba                                               | Aeropuerto Internacional Jorge Wilstermann                |
| La Paz                                                   | Aeropuerto Internacional El Alto                          |
| Madrid                                                   | Aeropuerto Internacional de Barajas                       |
| Miami                                                    | Aeropuerto Internacional de Miami                         |
| Puerto Suárez                                            | Aeropuerto de Puerto Suárez                               |
| Punta Cana                                               | Aeropuerto Internacional de Punta Cana                    |
| Salta                                                    | Aeropuerto Internacional de Salta Martín Miguel de Güemes |
| São Paulo                                                | Aeropuerto Internacional de Guarulhos                     |
| Sucre                                                    | Aeropuerto Juana Azurduy de Padilla                       |
| Tarija                                                   | Aeropuerto Capitán Oriel Lea Plaza                        |
| Trinidad                                                 | Aeropuerto Teniente Jorge Henrich Arauz                   |
| Washington                                               | Aeropuerto Internacional Washington-Dulles                |
| Air Comet (1 destino)                                    |                                                           |
| Madrid                                                   | Aeropuerto Internacional de Barajas                       |
| Amaszonas (6 destinos)                                   |                                                           |
| Asunción                                                 | Aeropuerto Internacional Silvio Pettirossi                |
| Cochabamba                                               | Aeropuerto Internacional Jorge Wilstermann                |
| Iquique                                                  | Aeropuerto Internacional Diego Aracena                    |
| Lima                                                     | Aeropuerto Internacional Jorge Chávez                     |
| La Paz                                                   | Aeropuerto Internacional El Alto                          |
| Sucre                                                    | Aeropuerto Internacional de Alcantarí                     |
| LAPA (1 destino)                                         |                                                           |
| Buenos Aires                                             | Aeropuerto Internacional Ministro Pistarini               |
| Lloyd Aéreo Boliviano (17 destinos)                      |                                                           |
| Asunción                                                 | Aeropuerto Internacional Silvio Pettirossi                |
| Arica                                                    | Aeropuerto Internacional Chacalluta                       |
| Bogotá                                                   | Aeropuerto Internacional El Dorado                        |
| Caracas                                                  | Aeropuerto Internacional de Maiquetía Simón Bolívar       |
| Ciudad de Panamá                                         | Aeropuerto Internacional de Tocumen                       |
| Ciudad de México                                         | Aeropuerto Internacional Benito Juárez                    |
| Cochabamba                                               | Aeropuerto Internacional Jorge Wilstermann                |
| Lima                                                     | Aeropuerto Internacional Jorge Chávez                     |
| Madrid                                                   | Aeropuerto Internacional de Barajas                       |
| Miami                                                    | Aeropuerto Internacional de Miami                         |
| Montevideo                                               | Aeropuerto Internacional de Carrasco                      |
| Nueva York                                               | Aeropuerto Internacional John F. Kennedy                  |
| Oruro                                                    | Aeropuerto de Oruro                                       |
| Potosí                                                   | Aeropuerto de Potosí                                      |
| Río de Janeiro                                           | Aeropuerto Internacional de Galeao                        |
| Santiago de Chile                                        | Aeropuerto Internacional Arturo Merino Benítez            |
| Sucre                                                    | Aeropuerto Juana Azurduy de Padilla                       |
| Varig - Fue adquirida por Gol Linhas Aéreas (2 destinos) |                                                           |
| La Paz                                                   | Aeropuerto Internacional El Alto                          |
| São Paulo                                                | Aeropuerto Internacional de Guarulhos                     |
| VASP (2 destinos)                                        |                                                           |
| Río de Janeiro                                           | Aeropuerto Internacional de Galeao                        |
| São Paulo                                                | Aeropuerto Internacional de Guarulhos                     |

## Vuelos Especiales
- Alitalia (El motivo del vuelo fue la llegada del Papa Francisco a Bolivia en julio de 2015 en un Airbus A330-200.)
- Air Zimbabwe (Llegada de la delegación de Zimbabue en un Boeing 767-200 en 2011.)
- SriLankan Airlines (Se desconoce el motivo de la llegada de un Airbus A340-300 de dicha aerolínea.)
- EuroAtlantic Airways (En esta ocasión la aerolínea llegó 2 veces, la primera en 2015 con un Boeing 767-300 y la segunda en 2017 con un Boeing 777-200 como una subcontrata por Boliviana de Aviación para reemplazar temporalmente el CP-3017.)
- VIM Airlines (En esta ocasión un Boeing 757-200 opero un vuelo Charter con personal de los cascos azules de las FF.AA. del País. Se desconoce la fecha.)
- Hifly (En 2013 llegó un A340 de la aerolínea para una subcontrata de Boliviana de Aviación, el 29 de julio de 2023 un Airbus A330-200 llegó como una subcontrata de la misma aerolínea.)
- CEIBA Intercontinental (En 2017 un Boeing 777-200LR de dicha aerolínea llegó al Aeropuerto. Se desconoce el motivo)
- Neos (El 19 de mayo de 2020 un Boeing 787-9 de dicha aerolínea trajo varios tipos de carga.)
- Wamos Air (En este caso la aerolínea llegó 2 veces, la primera llegó un Boeing 747 de la aerolínea para hacer un vuelo chárter hacia Madrid, la segunda vez llegó en 2022 con un Airbus A330-200 como una subcontrata de Boliviana de Aviación.)
- Azul (El 13 de mayo de 2020 un Airbus A320 Neo de la aerolínea llegó a Viru Viru pero se desconoce el motivo.)